# Strużka (Człuchów)
Pour les articles homonymes, voir Strużka.
Strużka est une localité polonaise de la gmina rurale de Koczała située dans le powiat de Człuchów en voïvodie de Poméranie. Elle se trouve à environ 35 km au nord-ouest de Człuchów et 115 km au sud-ouest de la capitale régionale Gdańsk.

## Géographie

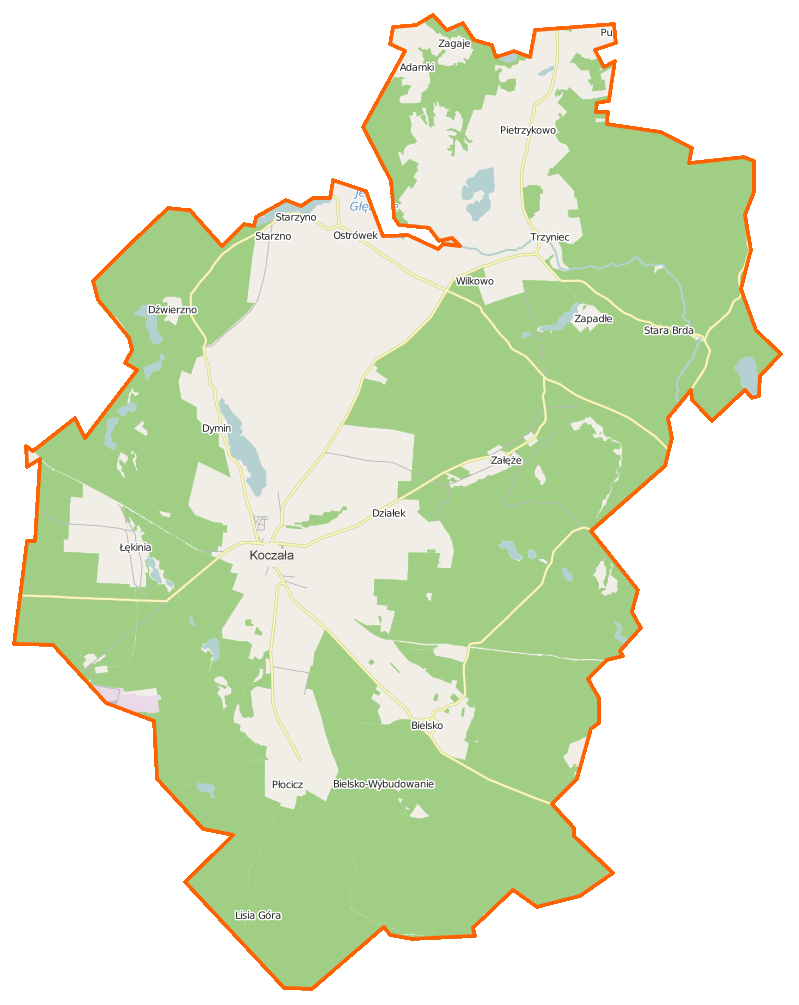
Carte de la gmina de Koczała.